# Jill Roord
Jill Jamie Roord (født 22. april 1997) er en hollandsk professionel fodboldspiller, midtbanespiller, der spiller i den tyske Frauen-Bundesliga fodboldklub VfL Wolfsburg og Hollands kvindefodboldlandshold.
Hun blev topscorer i Eredivisie sæson 2015–16.
Hun skrev under på en to-års kontrakt med den tyske Bundeligaklub Bayern München, fra sæson 2017–18.